# Silvana Lima
Silvana Lima (Paracuru, 29 de outubro de 1984) é uma surfista profissional brasileira. Atingiu a marca de melhor surfista brasileira por oito vezes e o vice-campeonato mundial por duas vezes. Ela é abertamente lésbica.

## Início no surfe
Na infância, Silvana Lima vivia com a mãe e quatro irmãos, que foram a influência para ela começar a surfar. Inicialmente, a brasileira, de origem humilde, surfava com pedaços de madeira ou com pranchas emprestadas. Aos treze anos ela ganhou sua própria prancha, que foi um presente de aniversário de um dos irmãos.
Em 2002, aos 17 anos, Silvana mudou para o Rio de Janeiro em busca de oportunidades para se tornar surfista profissional. Para se bancar, ela contou com o auxílio de Udo Bastos, que tem uma fábrica de pranchas no Rio, e com as premiações dos campeonatos que participava.
Nesse primeiro ano, ela participou de duas competições em São Paulo e venceu ambas. Como prêmio, levou um carro Celta e o vendeu. Com o dinheiro, Silvana conseguiu comprar uma casa para a mãe e os irmãos, que até então viviam em uma barraca na praia. A partir de 2003, a surfista conseguiu alguns patrocinadores, como a Freesurf e a Mormaii, e assim passou a se bancar sozinha.

## Carreira
Silvana Lima está na cena do surfe profissional desde 2006. Nos seus primeiros 6 anos no campeonato mundial, Silvana ficou entre as cinco primeiras posições, incluindo dois vice-campeonatos, em 2008 e 2009. Em 2012, a brasileira lesionou os ligamentos do joelho e não conseguiu participar das competições. Em 2013, ela voltou à elite com a vaga para atletas lesionados, no entanto, Lima não conseguiu bons resultados e caiu para a divisão de qualificação (WQS). No ano seguinte, ela foi campeã da divisão de acesso e assim retornou ao campeonato mundial em 2015. No entanto, durante a temporada, ela mais uma vez não apresentou bons resultados e caiu para o WQS.
Para conseguir competir em 2016, Silvana Lima enfrentou diversas dificuldades financeiras, pois não contava com patrocinadores. Para ter dinheiro para viajar às competições, a surfista vendeu seu apartamento, seu carro e precisou até vender os filhotes de seu bulldog. Durante a carreira, Lima sofreu diversas vezes com a falta de patrocínio e dinheiro. Em 2011, após se machucar, ela perdeu o patrocínio da Billabong e ficou quatro anos sem uma marca grande como suporte. Em 2014, ela criou a campanha #FreeSilvana para arrecadar fundos. Nesses anos, ela falou publicamente sobre o problema com os patrocinadores, que, segundo ela, só queriam investir em surfistas que tem o corpo de modelos.
Mesmo com essas dificuldades, em 2016 ela novamente foi campeã do WQS e retornou ao campeonato mundial, onde permaneceu por mais três anos. Em 2019, por conta de lesões e resultados ruins nas etapas, Silvana Lima mais uma vez ficou entre as últimas colocadas do tour e voltou ao WQS. No entanto, ela conseguiu a classificação para representar o Brasil nos Jogos Olímpicos de Tóquio, em 2020.

### Vitórias
| WCT Wins |                                               |                      |                |
| Ano      | Evento                                        | Cidade               | País           |
| -------- | --------------------------------------------- | -------------------- | -------------- |
| 2017     | Swatch Pro Trestles                           | San Clemente         | Estados Unidos |
| 2010     | Movistar Peru Classic                         | San Bartolo District | Peru           |
| 2009     | Beachley Classic                              | Sydney               | Austrália      |
| 2009     | Roxy Pro Gold Coast                           | Gold Coast           | Austrália      |
| WQS Wins |                                               |                      |                |
| Ano      | Evento                                        | Cidade               | País           |
| 2014     | Pantin Classic Galicia Pro                    | A Coruña             | Espanha        |
| 2014     | Port Taranaki Pro NZ Home Loans Surf Festival | New Plymouth         | Nova Zelândia  |
| 2008     | Billabong Ladies Pro Costao do Santinho       | Florianópolis        | Brasil         |
| 2008     | The Mr Price Pro                              | KwaZulu-Natal        | África do Sul  |
| 2008     | Billabong ECO Surf Festival                   | Bahia                | Brasil         |